# Música de Togo

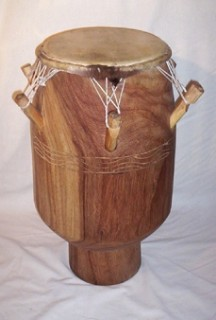
Un tambor togolés.

La música de Togo tiene fuerte arraigo en el país. Está basada en la música tradicional tribal y forma parte de tanto de los ritos de iniciación como de las ceremonias sociales. La música tolgolesa está unida a los bailes tradicionales de los grupos étnicos.
Ha producido una serie de artistas populares conocidos internacionalmente, como Bella Bellow, Akofah Akussah, Afia Mala, Itadi Bonney, Wellborn, King Mensah y Jimi Hope.

## Música nacional
El himno nacional togolés es el Salut à toi, pays de nos aïeux (Tierra de nuestros antepasados), escrito por Alex Casimir-Dosseh. Entre 1979 y 1992 fue reemplazado por un himno compuesto por una edición creada por el Rally of the Togolese People. El idioma oficial y comercial de Togo es el francés. 

## Música tradicional
La llanura sur de Togo es el área más poblada, la capital, Lomé, está situada en el Golfo de Guinea, pero, al igual que los territorios vecinos, Ghana y Benín, se extiende a lo largo de cientos de kilómetros hacia el norte, comprende una región central montañosa, cercana al tipo sabana, al norte que limita con Burkina Faso. La población de más de 6 millones de personas, es una población rural y agraria cercana al 65%. Se compone de unos treinta y nueve grupos étnicos. Aproximadamente el 51% de la población tiene creencias indígenas, el 29% es cristiano y el 20% musulmán.
Los dos grupos lingüísticos más poblados son el de la lengua ewé en el sur, hablado por un 32% de la población; y el cabilio hablado en el norte por un 22% de la población. El idioma gen es el segundo idioma principal en el sur del país, estrechamente relacionado con el ewé: la mayoría de los pueblos del sur usan estos  idiomas, que se hablan en sectores comerciales en todo Togo. El idioma fon, es otro de los idiomas relacionado, además del aja, también hablado en el sur: el ewé llegó a Togo desde el este, y los akan desde el oeste, varios siglos antes de la llegada de los europeos.
Las canciones populares de los pescadores en el sur de Togo se acompañan de campanas como el gankogui y el frikiwa. Es frecuente encontrar letras de canciones populares en las lenguas ewé, kabye, fon y yoruba. La música togolesa incluye una gran variedad de música de baile acompañada con percusión. En las celebraciones de eventos importantes cristianos y mulsumanes y en festivales como el festival Expesoso o Yeke Yeke, se emplean los tambores típicos conocidos como los tambores de ewé. Togo cuenta con un amplio catálogo de tambores con características propias de cada región y de cada tribu en particular. El más común es el sogo, un tipo de tambor de ritmo bajo cuya función es mantener los tiempos, es característico de los grupos musicales de Togo y Ghana, el intérprete lo toca sentado.
En el área central de montaña entre Ghana y Togo se hablan las lenguas na-togo y tem. El dagomba es el segundo idioma de uso común en el norte, donde también se encuentran otras lenguas como la gur, mossi y gourma. La cultura de estos pueblos del norte se extiende hasta los estados vecinos de Ghana y Burkina Faso. El grupo de la etnia Dagomba emplea para su música instrumentos de cuerda como el kologo (xalam), el gonje, la flauta y la voz, con ritmos polifónicos de aplausos o de tambor parlante conocido como dono,  tambores de calabaza o brekete. La tradición de la música del xilófono balafón. Es común que varios intérpretes produzcan una serie intrincados ritmos cíclicos. Otros instrumentos populares incluyen el arco. El estilo de música del norte emplea una  una escala pentatónica menor y la técnica del melisma juega un papel importante en los estilos melódicos y vocales, junto con una larga historia de las tradiciones de canto de alabanzas griot. Los griots protegen las epopeyas, los proverbios y la historia que se transmite a las siguientes generaciones de togoleses.
Las danzas togolesas incluyen kamou, soo, tchimou, el djokoto real típico del sur, las danzas de guerra kpehouhuon y atsina, la danza de los cazadores adewu, la danza de zancos tchebe, así como las danzas regionales como el sakpate costero y el kaka.

## Música popular
El intérprete internacional King Mensah, que realizó actuaciones en el Teatro Ki-Yi M'Bock en Abiyán, recorrió Europa y Japón antes de presentar su propio espectáculo en la Guayana Francesa. Luego se mudó a París y formó una banda llamada Favaneva. La idea de Peter Solo, el Hombre de Vodoo Game, de integrar canciones dedicadas a las divinidades, en un enérgico afro-funk de los años 70 fue la analogía que encontró entre la tradición vudú y las influencias del blues, el funk, el Rhythm and Blues de James Brown, Otis Redding y Wilson Picket. Peter Solo tras escuchar estos sonidos nuevos para él los denominó Vodoo Game. 
Bella Bellow es la música más conocida de Togo, comparada con la intérprete sudafricana Miriam Makeba. Su carrera musical comenzó después de representar a su país en el Festival de Artes de Dakar en 1966. Sus inicios fueron cantando baladas románticas en 1969, se dio a conocer a través de la radio nacional francesa luego en el Olympia de París con el productor togolés-francés Gérard Akueson. Realizó una gira mundial en 1973 y grabó "Sango Jesus Christo" con Manu Dibango. Fallecía en un accidente automovilístico poco después. En la estela de Bellow llegó una ola de nuevas cantantes, como Mabah, Afia Mala, Fifi Rafiatou e Ita Jourias. La cantante Jimi Hope es conocida por sus letras de crítica política y por el estilo innovador basado en el rock. 
El hip hop fue aumentando en popularidad hasta que en 2003 se celebraron los primeros premios de hip hop en Togo.

## Instrumentos
Los instrumentos de percusión tradicionales se realizan en madera, metal, piel de cierva y antílope, y astas con variaciones regionales y locales. Los tambores son el grupo instrumental más amplio y variado. Existen cinco tipos de tambores que difieren entre ellos por el sonido que emiten. Este sonido depende del tamaño y la forma del instrumento así como también de la técnica de estirado de la piel que los cubre. Las formas varían desde la cilíndrica hasta formas acampanadas con bases estrechas. El mayor de todos es el atsimevù, mide entre 1,2  y 1,6 metros de longitud. Se coloca sobre una pieza en forma de aspa denominada vudetsi de forma que el percusionista se coloca en paralelo para poderlo tocar, bien empleando palos o con las manos. El atsimevù es uno de los tambores más conocidos en la ciudad de Aneho, empleados en la interpretación de canciones en ceremonias religiosa y algunos festivales. Otro tipos de tambores son el agbadja, ageche, aziboloe, kple, amedjeame, akpesse, grekon, blekete y adamdom. Otros instrumentos del togoleses son las castañuelas, el gong y el tambor evù, tradicionales en el sur.
En el norte los tambores son de menor tamaño, cilíndricos con tirantes para que el percusionista se los cuelgue bajo el hombro, emplea un palo en forma de azada para emitir los sonidos. Además del tambor son comunes el olikpo, un tipo de flauta realizada con astas o tallos vegetales entre los 15 y 30 centímetros de longitud; las campanas y el dégândrê, un instrumento realizado en marfil.